# Episodi di Chiami il mio agente! (terza stagione)
La terza stagione della serie televisiva Chiami il mio agente!, composta da sei episodi, è stata trasmessa in prima visione in Francia dal canale France 2 dal 14 al 28 novembre 2018. In Italia è stata interamente pubblicata il 4 gennaio 2019 sulla piattaforma di streaming on demand Netflix.
| nº | Titolo originale | Titolo italiano | Prima TV Francia | Pubblicazione Italia |
| -- | ---------------- | --------------- | ---------------- | -------------------- |
| 1  | Jean             | Jean            | 14 novembre 2018 | 4 gennaio 2019       |
| 2  | Monica           | Monica          | 14 novembre 2018 | 4 gennaio 2019       |
| 3  | Gérard           | Gérard          | 21 novembre 2018 | 4 gennaio 2019       |
| 4  | Isabelle         | Isabelle        | 21 novembre 2018 | 4 gennaio 2019       |
| 5  | Béatrice         | Béatrice        | 28 novembre 2018 | 4 gennaio 2019       |
| 6  | ASK              | ASK             | 28 novembre 2018 | 4 gennaio 2019       |

## Jean
- Titolo originale: Jean
- Diretto da: Antoine Garceau
- Scritto da: Fanny Herrero, Benjamin Dupas

### Trama
- Guest star: Jean Dujardin

## Monica
- Titolo originale: Monica
- Diretto da: Marc Fitoussi
- Scritto da: Fanny Herrero, Benjamin Dupas

### Trama
- Guest star: Monica Bellucci, Julien Doré

## Gérard
- Titolo originale:
- Diretto da: Antoine Garceau
- Scritto da: Fanny Herrero, Eliane Montane, Benjamin Dupas

### Trama
- Guest star: Gérard Lanvin, Julien Doré, Guy Marchand

## Isabelle
- Titolo originale: Isabelle
- Diretto da: Marc Fitoussi
- Scritto da: Fanny Herrero, Cécile Ducrocq, Benjamin Dupas, Marc Fitoussi

### Trama
- Guest star: Isabelle Huppert, Cédric Kahn

## Béatrice
- Titolo originale: Béatrice
- Diretto da: Antoine Garceau
- Scritto da: Fanny Herrero, Sabrina B. Karine, Benjamin Dupas, Judith Havas

### Trama
- Guest star: Béatrice Dalle

## ASK
- Titolo originale:
- Diretto da: Marc Fitoussi
- Scritto da: Fanny Herrero, Frédéric Rosset, Eliane Montane, Benjamin Dupas, Judith Havas, Marc Fitoussi

### Trama
- Guest star: Monica Bellucci, Jean Dujardin, Françoise Fabian, Audrey Fleurot, Gérard Lanvin, Claude Lelouch, Line Renaud, Joeystarr, Dominique Besnehard